# 鸡毛松
鸡毛松（学名：Podocarpus imbricatus）是罗汉松科罗汉松属的植物。

## 形态
常绿乔木，高可达30米；老枝叶鳞形，长2-3毫米，排列密，绒形小枝叶，两侧扁平，先端长尖；种子卵形有光泽，成熟时为红色。

## 分布
分布于印度尼西亚、菲律宾、越南以及中国大陆的海南、广西、云南等地，生长于海拔400米至1,000米的地区，多生于山谷、溪涧旁或与常绿阔叶林混生，目前尚未由人工引种栽培。

## 别名
爪哇罗汉松（中国植物图谱），岭南罗汉松、爪哇松（中国树木分类学），异叶罗汉松（中国裸子植物志），黄松、白松、茂松、竹叶松、流鼻松（海南），假柏木（云南屏边）